# Drągalierzy

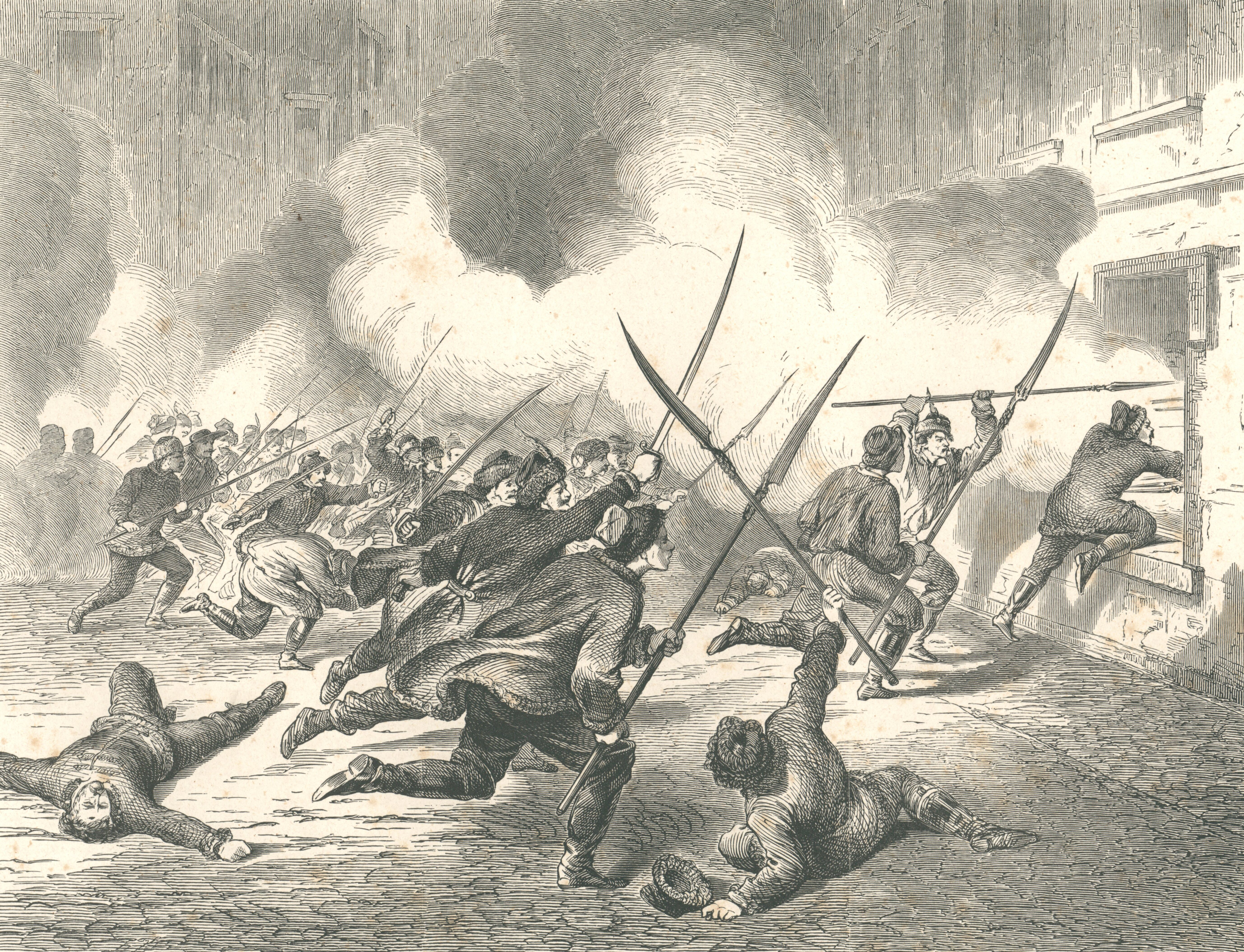
Szturm na koszary w Rawie, widać różnorodność wśród broni drzewcowej powstańców

Drągalierzy – oddziały piechoty powstańczej, formowane w czasie powstania styczniowego, uzbrojone w drągi - długie i grube kije.
Z powodu braku innej broni drągalierów uzbrojono w broń improwizowaną w postaci drągów i kołków wyciętych w lesie. Powstańców tak uzbrojonych nazywano drągalierami. Oddziały te występowały w partiach partyzanckich razem z kosynierami i pikinierami.
Drągalierzy wchodzili m.in. w skład oddziału Apolinarego Kurowskiego (dużą część stanowiła młodzież mieszczańska) czy w Puszczy Kampinoskiej w oddziale Zygmunta Padlewskiego (tutaj podobnie większość stanowili uciekinierzy przed branką z Warszawy i okolic). Ochotnicy z miast kos nie posiadali, a na rekwirowanie ich od chłopów się nie zdecydowano i stąd pomysł broni improwizowanej.
Znany jest też pojedynczy przypadek, że do drągalierów kierowano karnie. Tak było z 80 uciekinierami z oddziału Grelińskiego, którzy po przegranej potyczce i rozsypce oddziału zakopali broń i bezbronni trafili do oddziału Dionizego Czachowskiego. W swoich wspomnieniach tak opisał to Antoni Drążkiewicz:

Wysłuchawszy do końca, Czachowski, powyższych tłumaczeń uciekinierów, zakomenderował: 
- Wyciąć tyle wysokich jodłaków i z gałęzi je okrzesać, ilu jest tych tchórzów!
Rąbiąc siekierami, pałaszami i pionierskimi tasakami w lot ułożyliśmy wysoki a długi stos, do 15 łokci długich a dość grubych, po okrzesywanych z gałęzi drzew.
- Nie chcieliście się bić bronią – krzyknął Czachowski – za ciężką wam była, rzuciliście ją podli tchórze: bierzcie teraz łajdaki tę broń, którą się bić z wrogiem dotąd będziecie, dopóki na nim lepszej nie zdobędziecie.
Jak niepyszni, winowajcy, musieli rozebrać jodłaki, każdy z nich starał się tylko uchwycić za cieńszy. Uzbrojonych w ten sposób, sformowano z nich osobną kompanię i umieszczono poza kosynierami, z wyraźnym rozkazem: palenia w łeb każdemu z nich, gdyby tę nowomodną broń który z nich porzucił lub z szeregu uciec chciał. Pocili się też, a dźwigali i maszerowali. Kolumna zaś z dala wyglądała jak jaki potwór, w środku olbrzymimi kolcami najeżony.